# Ruy Ohtake

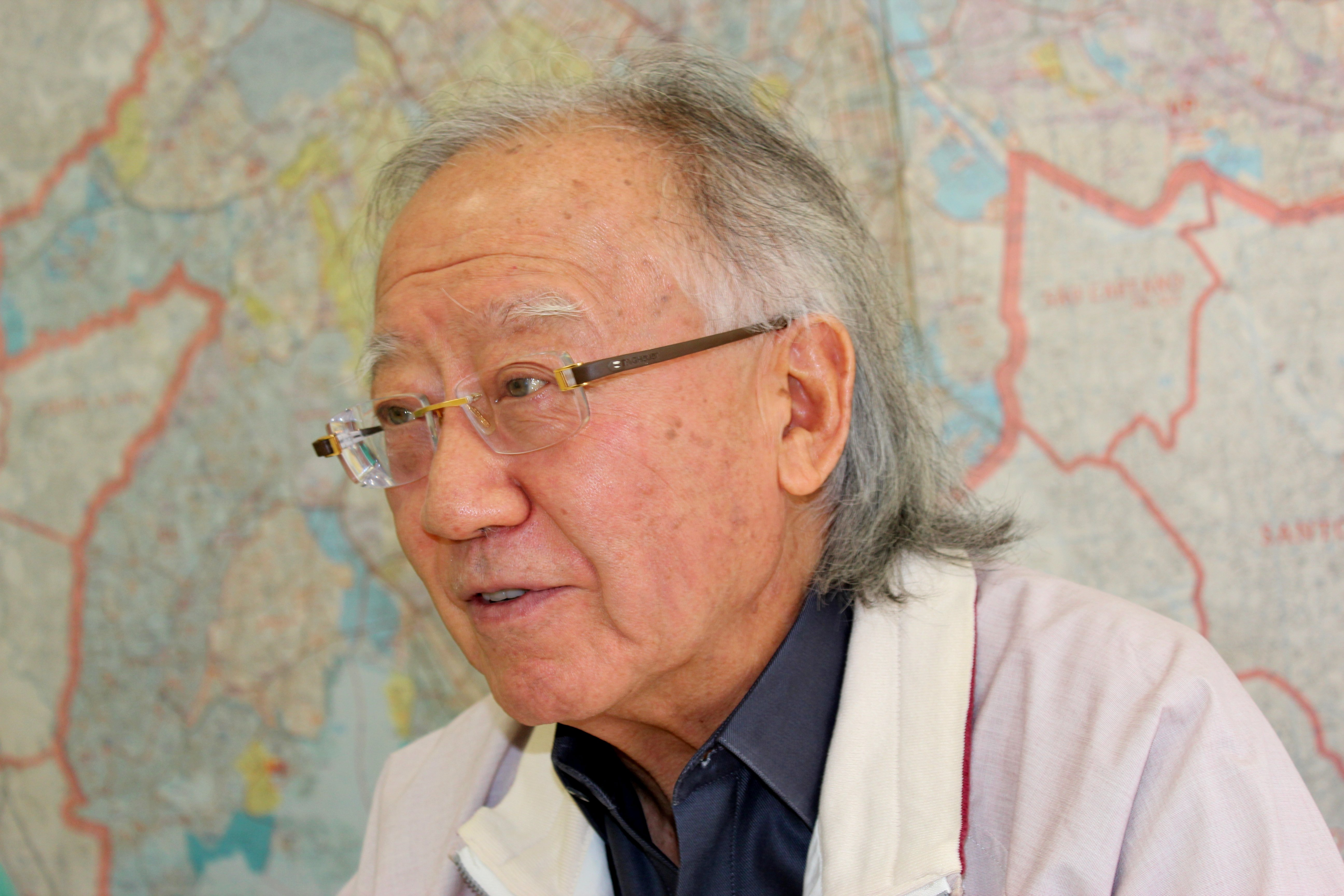
Ruy Ohtake (2012)

Ruy Ohtake (* 27. Januar 1938 in São Paulo; † 27. November 2021 ebenda) war ein brasilianischer Architekt. Er galt als einer der führenden Vertreter der zeitgenössischen Architektur Brasiliens.

## Leben
Ruy Ohtake, Sohn der japanisch-brasilianischen Malerin und Bildhauerin Tomie Ohtake und Bruder von Ricardo Ohtake, studierte 1960 Architektur an der Universidade de São Paulo (FAU-USP) und eröffnete sein eigenes Studio.
Er hat über 300 Architekturprojekte in Brasilien und im Ausland realisiert. Weltweit bekannt wurde er für seine ungewöhnlichen architektonischen Entwürfe wie das halbmondförmige Hotel Unique, das Hotel Renaissance und das Geschäftsgebäude Edifício Santa Catarina an der Avenida Paulista, alle drei Projekte in der Stadt São Paulo gelegen. Ohtake ist auch für den Entwurf des Instituto Tomie Ohtake und des daneben liegenden Geschäftsgebäudes verantwortlich gewesen.
Zahlreiche Projekte entstanden in Zusammenarbeit mit dem brasilianischen Ministerium für Außenbeziehungen. Wichtigstes Projekt war die brasilianische Botschaft in Tokio, die Othake 1981 entworfen hat und die von der New York Times als eines der „Juwelen der zeitgenössischen Architektur“ in der japanischen Hauptstadt bezeichnet wurde.
Sein internationales Renommee führte dazu, dass er zusammen mit Jean Nouvel und Tadao Ando zum exklusiven Kreis der Architekten gehörte, die zum 20. Kongress der Union Internationale des Architectes 1999 in Peking eingeladen wurde. Bei dieser Veranstaltung hielt er eine der Hauptkonferenzen in der Großen Halle des Volkes vor 6.000 Zuhörern. An der Feier zum 60-jährigen Bestehen der FAU-USP im Jahr 2008 nahm Ohtake als Gastaussteller teil und präsentierte eine große eigene Ausstellung in dem von seinem Lehrer Vilanova Artigas entworfenen großen Saal.
Ohtake war zweimal verheiratet. Das erste Mal mit der brasilianischen Schauspielerin Célia Helena, die 1997 verstarb, und das zweite Mal mit der Architektin Silvia Vaz, mit der er zwei Kinder hat: Elisa und Rodrigo. Er starb Ende November 2021 an den Folgen eines Krebsleidens in seinem Haus in São Paulo.

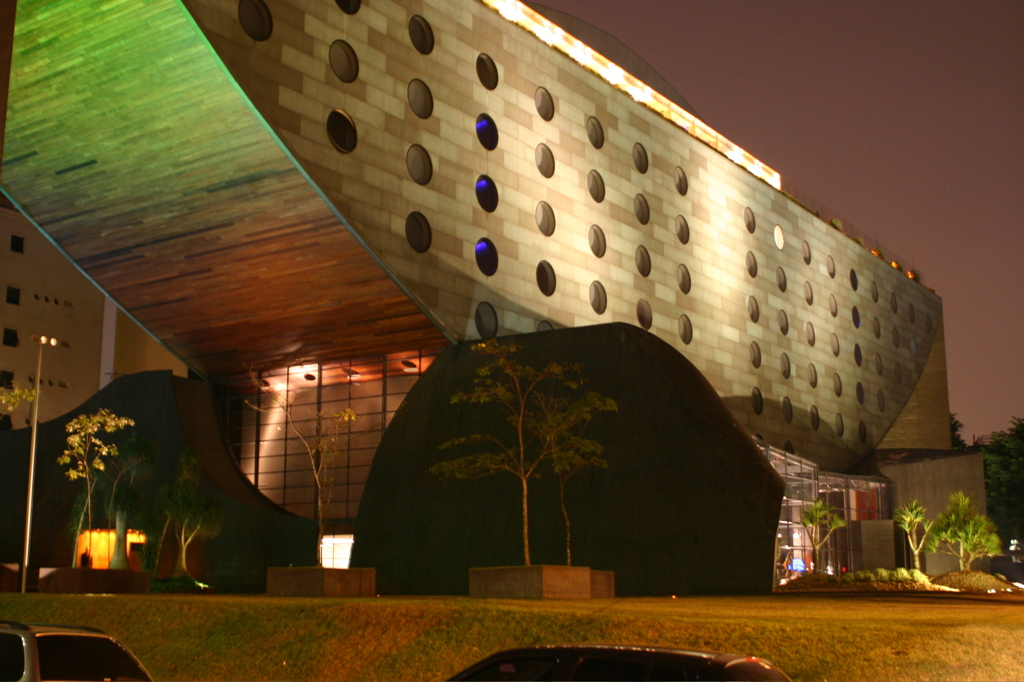
Hotel Unique (2005)

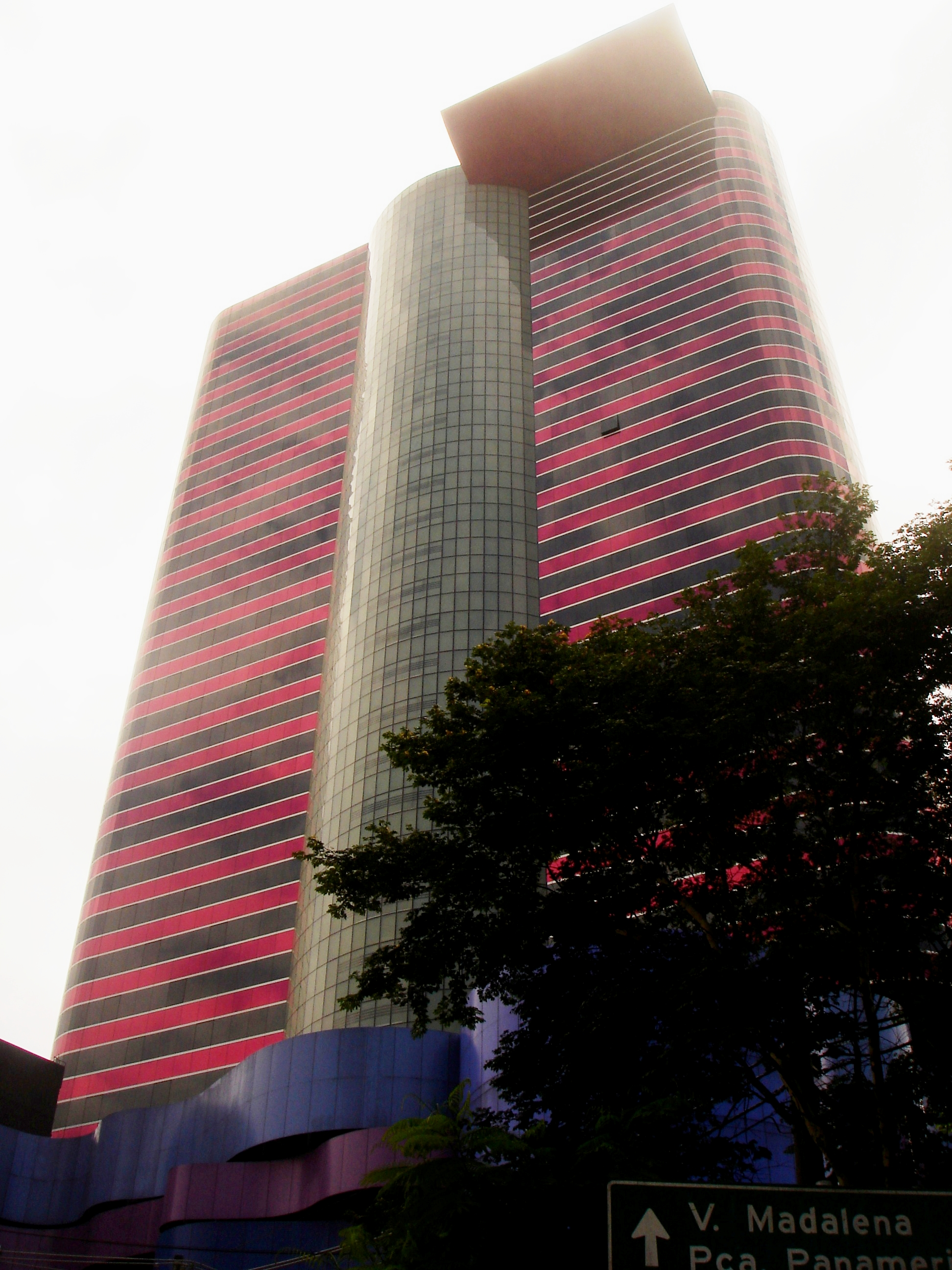
Instituto Tomie Ohtake (2008)

## Wichtige Projekte und Werke
- Hotel Unique, São Paulo
- Hotel Renaissance, São Paulo
- Schnellbussystem Expresso Tiradentes, São Paulo
- Gebäude des Instituto Tomie Ohtake, São Paulo
- Ausbildungs- und Forschungszentrum Cosipa - Paulista Siderurgical Company, São Paulo
- Der ökologische Park Parque Ecológico do Tietê, São Paulo
- Restaurierung des Cine Marabá, São Paulo
- Geschäftsgebäude Edifício Santa Catarina an der Avenida Paulista, São Paulo
- Fundação Carlos Chagas in der Rua Conde de Sarzedas, São Paulo
- Brasília Alvorada Hotel, Brasília
- Gama-Stadion, Brasília
- Brasília Shopping, Brasília
- União Química Laboratorium, Brasília
- Pantanal Biodiversity Research Centre, Mato Grosso do Sul
- Städtebaulicher Masterplan für die Bertioga-Küstenlinie

International:
- Brasilianische Botschaft und die Residenz des Botschafters in Tokio (1981)
- Club de Las Americas in Santo Domingo (1982)
- Gärten und das offene Museum der OAS (Organisation Amerikanischer Staaten) in den Vereinigten Staaten (1995)

## Ehrungen und Auszeichnungen (Auswahl)
- 1971: Prêmio Carlos Millan, Instituto dos Arquitetos do Brasil (IAB)
- 2008: Comenda Colar de Ouro, Instituto dos Arquitetos do Brasil (IAB)

- 2007: Professor emeritus, Faculdade de Arquitetura e Urbanismo de Santos (FAUS)
- 2009: Professor Honoris Causa, Centro Universitário das Faculdades Metropolitanas Unidas (FMU)
- 2010: Professor Honoris Causa, Universidade Braz Cubas (UBC)